# Mirosław Hermaszewski
Mirosław Hermaszewski (Lipniki, 1941. szeptember 15. – Varsó, 2022. december 12.) az első és eddigi egyetlen lengyel űrhajós.

## Életpálya
Az 1943. március 26-áról 27-ére virradóra az UPA által véghezvitt vérengzés túlélője. 
1965-ben a dęblini katonai főiskola elvégzése után a hadsereg repülőtisztje. 1971-ben a Karol Sverchevski Vezérkari Akadémián diplomázott. 1976. november 25-től kapott űrhajóskiképzést. 7 napot, 22 órát és 2 percet töltött a világűrben. 1978. július 5-én köszönt el az űrhajósok családjától. Repülését követően a Nemzeti Katonai Tanács Tanácsadó Bizottságának tagja volt. 1982-ben diplomázott Moszkvában a Vorosilov Katonai Akadémián. A dęblini főiskola parancsnoka, 1988-tól tábornok.

## Űrrepülés
500 lengyel pilóta közül választották ki űrhajósjelöltnek.
1978-ban a 2. Interkozmosz-repülés keretében a Szojuz–30 űrhajót irányító Pjotr Iljics Klimuk parancsnok mellett kutatóűrhajós volt, a Szaljut–6 űrállomás fedélzetén különféle kutatási feladatokat végzett. Tartaléka Zenon Jankowski volt.
Celinográdtól 300 km-re nyugatra ért földet.
Bélyegen is megörökítették az űrrepülését.

## Kitüntetések
Megkapta a külföldieknek adható Szovjetunió Hőse kitüntetést, a Lenin-rendet és a Lengyelország Hőse kitüntetést.

## Külső hivatkozások
- Mirosław Hermaszewski. astronautix.com. (Hozzáférés: 2011. november 24.)
- Mirosław Hermaszewski. spacefacts.de. (Hozzáférés: 2011. november 24.)